# دختری در قطار
دختری در قطار (۲۰۱۵) (به انگلیسی: The Girl on the Train) یک رمان دلهره‌آور اثر پائولا هاوکینز نویسنده بریتانیایی است.
رمان در آغاز انتشارش در صدر فهرست پرفروشترین کتاب‌های داستان نیویورک تایمز، به تاریخ اول فوریه سال۲۰۱۵، و سیزده هفتهٔ متوالی در صدر لیست به تاریخ ۲۶ مارس ۲۰۱۵ قرار داشت. بیشتر منتقدان کتاب را جلد دوم «دختر گم‌شده» (کتاب مشهور سال ۲۰۱۲) می‌دانند.
تا ماه مارس ۲۰۱۵ یک میلیون جلد و تا آوریل یک ونیم میلیون جلد از کتاب به فروش رفت. این کتاب در جدول کتاب‌های پرفروش دارای جلد گالینگور به مدت ۲۰ هفته شمارهٔ یک بود، طولانی‌ترین مدتی که یک کتاب تاکنون توانسته است شمارهٔ یک باشد. تا اوت ۲۰۱۵ فقط در آمریکا سه میلیون جلد از کتاب به فروش رفت.
شرکت دریم‌ورکس در سال ۲۰۱۴ حقوق انحصاری ساخت فیلم را بدست آورد.

## خلاصه داستان
داستان توسط راوی اول شخص و از زاویه دید سه زن: ریچل، آنا و مگان نقل می‌شود.
ریچل واتسون زنی سی و دوساله و الکلی است که دورهٔ سختی از زندگی‌اش را می‌گذراند. تام، شوهر سابقش دو سال پیش او را به خاطر معشوقه‌اش ترک کرده‌است. الان او و آنا ازدواج کرده و یک دختر دارند. بهر حال تام، آنا را هم فریب می‌دهد و با همسایهٔ متاهل‌اش مگان هیپ‌ول رابطه دارد.مگان باردار است و فکر می‌کند که تام پدر بچه‌اش است.
در حالیکه ریچل هر روز با قطار به لندن رفت‌وآمد می‌کند، متوجه زوج زیبایی می‌شود و به آن‌ها که ظاهراً شاد هستند حسادت می‌کند. آن‌ها را تماشا کرده و در مورد زندگی آن‌ها خیال‌پردازی می‌کند. گرچه هرگز با آن‌ها گفتگو نکرده است، اما عقیده دارد آن‌ها زوج کامل هستند. روزهای بعدی در روزنامه خبری را در مورد گم‌شدن زنی می‌خواند و متوجه می‌شود که آن زن-مگان است. ریچل نگران می‌شود نکنددر روز حادثه در حالی که مست و خراب بوده بلایی سر مگان آورده باشد، و شروع به تحقیق در مورد ماجرا می‌کند.ریچل برای نزدیک شدن به اسکات شوهر مگان به او دروغ می‌گوید و با مستی‌های مکرر موجب پریشانی هر دوی تام و آنا می‌گردد.
زمانی که آنا مدارکی در مورد رابطه داشتن تام با مگان پیدا می‌کند، او و راشل متوجه می‌شوند که تام در مورد همه چیز دروغ می‌گوید و با او مواجه می‌شوند.تام اعتراف می‌کند که بعد از اینکه مگان به او گفته پدر فرزند متولد نشده‌اش است او را کشته و دفن کرده‌است.تام به ریچل حمله می‌کند و ریچل در دفاع از خود او را می‌کشد.

## ترجمه
ترجمه فارسی این رمان توسط انتشارات متعددی در ایران ترجمه شده‌است. یکی از این مترجم‌ها محبوبه موسوی بوده، بعدی سید سبحان فاطمی، علی قانع و ... کتاب در ۳۴ کشور ترجمه شده‌است از جمله:
- فرانسه[۱۰]
- ایتالیا[۱۱]
- اسپانیا
- پرتغال
- آلمان
- ترکیه
- روسیه